# Sertularella producta
Sertularella producta är en nässeldjursart som beskrevs av George James Allman 1888. Sertularella producta ingår i släktet Sertularella och familjen Sertulariidae. Inga underarter finns listade i Catalogue of Life.